# Al-Shabab SC (Oman)
Der Al-Shabab Sports Club (arabisch نادي الشباب الرياضي) ist ein omanischer Sportklub mit Sitz in der Stadt Barka, einer Küstenstadt in der Region al-Bāṭina. Aktuell spielt der Verein in der ersten Liga, der Oman Professional League. 

## Geschichte
Der Verein wurde 2003 gegründet. Der bisher größte Erfolg war der Gewinn des Oman FA Cup 2018.

## Erfolge
- Oman FA Cup: 2017/18

## Stadion
Seine Heimspiele trägt der Klub im 17.000 Zuschauer fassenden Rustaq Sports Complex in Rustaq aus.

## Trainer
| Trainer               | Nation                  | von               | bis              |
| --------------------- | ----------------------- | ----------------- | ---------------- |
| Marcos Paquetá        | Brasilien               | 1. Juli 1988      | 30. Juni 1990    |
| Dzemal Hadziabdic     | Bosnien und Herzegowina | 1. Juli 2004      | 30. Juni 2005    |
| Fanã                  | Portugal                | 1. Juli 2010      | 30. Juni 2011    |
| Driss El Mrabet       | Marokko                 | 21. Juni 2013     | 1. März 2014     |
| Dzenis Cosic          | Bosnien und Herzegowina | 1. Februar 2015   | 30. Juni 2015    |
| Waleed Al-Saadi       | Oman                    | 6. September 2023 | 13. Oktober 2023 |
| Juma Darwish Al-Farsi | Oman                    | 24. Oktober 2023  |                  |